# L'abominevole dr. Phibes
L'abominevole dr. Phibes (The Abominable Dr. Phibes) è un film del 1971 diretto da Robert Fuest.
A questo film seguì, nel 1972, Frustrazione.

## Trama
Gran Bretagna, anni 20 del XX secolo. Anton Phibes, famoso organista ritenuto morto per un incidente d'auto, è in realtà sopravvissuto rimanendo orribilmente sfigurato. Nascondendosi nella sua grande villa, e truccandosi con parrucca e maschera in lattice per avere sembianze umane, egli trama per vendicarsi dell'equipe chirurgica che, secondo lui, avrebbe causato la morte dell'amata moglie durante un intervento. Comincia così una catena di delitti pianificati secondo l'ordine delle bibliche Piaghe d'Egitto.
L'ispettore di Scotland Yard Trout, che sul luogo di un delitto ha trovato un medaglione - inavvertitamente lasciato dall'assassino - riportante scritte in Ebraico, comincia a sospettare di Phibes. Deve però fare i conti con lo scetticismo dei colleghi e dei superiori, trovando credito solamente presso il Dr. Vesalius, il chirurgo che operò la donna.
Aiutato da Vulnavia, la sua giovane assistente, e utilizzando metodi estremamente fantasiosi, il Dr. Phibes uccide sette medici e un'infermiera, nonostante i tentativi della polizia di fermarlo. La punizione finale (che nella storia delle Piaghe d'Egitto prevede l'uccisione dei primogeniti maschi) è riservata al dottor Vesalius. Il figlio adolescente viene sequestrato e poi sistemato, anestetizzato, su un tavolo operatorio. Il padre dovrà operarlo per tempo, prelevare una chiave impiantata nel suo corpo, e quindi liberarlo prima che una macchina a tempo riversi un potente acido corrosivo sul volto del giovane. L'intervento riesce, e il dottore sposta per tempo il tavolo operatorio su cui giace il figlio. Quando l'acido si riversa nella stanza, colpisce e uccide l'assistente dell'organista, rifugiatasi nella sala operatoria in seguito all'irruzione della polizia nella villa.
Convinto di aver compiuto la propria vendetta, Phibes si ritira quindi all'interno di un sarcofago di pietra così da giacere accanto al corpo imbalsamato dell'adorata consorte. Grazie a uno speciale meccanismo automatizzato, egli viene anch'esso imbalsamato e poi sigillato nel sepolcro. La coppia resterà dunque celata per sempre agli occhi del mondo.

## Produzione
Il copione originale di William Goldstein e James Whiton fu in gran parte riscritto dal regista Robert Fuest, conservando ad esempio l'incontro tra l'ispettore Trout e un rabbino, per il medaglione con del testo in Ebraico. Molte altre scene vennero invece eliminate o sostanzialmente modificate:
- La figura di Phibes doveva essere ancor più crudele e violenta, uccidendo Vulnavia e devastando gli arredi della villa in un accesso di ira. Il regista optò per una figura malinconica e sofferente.
- La morte per mano dei topi sarebbe dovuta accadere su una nave, una scena poco credibile per il pubblico, che avrebbe pensato a un tentativo di fuga in acqua.
- Vulnavia doveva far parte del parco dei pupazzi meccanici di Phibes, anch'esso elemento poco credibile.
- Era prevista originariamente l'uccisione della valletta e l'incendio della villa, dal quale Phibes fugge per mezzo di un pallone aerostatico, con accanto il corpo imbalsamato di sua moglie Victoria.

Le scene nella villa di Phibes furono girate nel liceo Rosary Priory (Caldecote Towers, Elstree Road, Bushey, Hertfordshire, Regno Unito). Il film si apre sulle note della Marcia di guerra dei sacerdoti di Felix Mendelssohn suonata dal Dr. Phibes su un grande organo a canne.
L'attore Peter Cushing, specialista del genere come Price, avrebbe dovuto interpretare il Dottor Vesalius, ma dovette declinare per il grave stato di salute di sua moglie, deceduta durante le riprese.
Il nome del personaggio del Dr. "Vesalius" è un riferimento allo storico anatomista Andrea Vesalio, i quali studi avvenivano su cadaveri dissezionati.
Il ruolo della defunta moglie del Dr. Phibes, venne interpretato dalla modella Caroline Munro, qui non accreditata, e che apparirà in seguito in altre pellicole horror della Hammer.
Gli avvenimenti narrati nel film si svolgono nel 1925 ma vi sono alcuni anacronismi:
- il Dr. Phibes in una scena esegue la canzone Over the Rainbow che verrà scritta dieci anni dopo, e sarà parte della colonna sonora del celebre film Il mago di Oz.
- la casa del dottor Vesalius presenta degli elementi di arredamento tipici degli anni 60, periodo in cui fu girato il film, come le sedie o i quadri.
- in una scena lo stesso dottor Vesalius si riferisce ad un "elaboratore elettronico", concetto non immaginabile all'epoca in cui si svolge il film, gli anni 20 del XX secolo.

## Influenza nella cultura di massa
- Alcune trovate del film, come la chiave impiantata nel torace del figlio di Veselius e i pupazzi meccanici di cui si circonda il Dr. Phibes, hanno presumibilmente fornito l'ispirazione per il film capostipite della saga di Saw - L'enigmista.[1]
- Keith Moon, il batterista degli Who, vide in videocassetta il film qualche ora prima della propria morte, avvenuta per una fatale overdose di pillole per contrastare l'alcolismo.[2]
- La band heavy metal britannica degli Angel Witch ha incluso un brano strumentale intitolato Dr. Phibes nel loro EP Loser del 1981 e nella ristampa del 1990 del loro omonimo album.
- La band punk rock The Misfits ha inciso una canzone intitolata The Abominable Dr. Phibes.
- La band elettronica italiana Overmamba ha inciso una canzone per il loro album d'esordio Crawl Out, intitolata 20th Century Monster, ispirata ai film di Phibes. La track include anche un accompagnamento di organo simile a quelli che il personaggio suona nel film.
- I The Damned hanno omaggiato il Dr. Phibes nel brano 13th Floor vendetta presente nel loro Black Album del 1980: la canzone inizia con la frase: «The organ plays to midnight on maldine Square tonight» ("Stasera l'organo suona a mezzanotte su Maldine Square").
- Il gruppo musicale tedesco ska The Busters ha pubblicato una canzone dal titolo Dr. Phibes sul loro album del 2004 Revolution Rock. Si tratta di un brano strumentale con l'organo come strumento predominante.
- L'organista Franco Vito Gaiezza utilizza dal 2001 lo pseudonimo di Anton Phibes per firmarsi in qualità di organista, compositore, scrittore.[3]